# Latawce (singel Sylwii Grzeszczak)
Latawce – singel polskiej piosenkarki Sylwii Grzeszczak. Singel został wydany 22 listopada 2024.
Kompozycja znalazła się na 5. miejscu listy OLiA, najczęściej odtwarzanych utworów w polskich rozgłośniach radiowych.

## Geneza utworu i historia wydania
Utwór napisali i skomponowali Marcin Piotrowski i Sylwia Grzeszczak, natomiast za produkcję piosenki odpowiada Jakub Galiński. Piosenkarka o singlu:

Wszystko zaczyna się od marzeń. Często spoglądamy w niebo i chcemy się wznieść wysoko, ponad przeciwności i ograniczenia. Choć nie zawsze znajdujemy w sobie siłę i nie zawsze wieje pomyślny wiatr ta ballada przeniesie Cię w świat marzeń i pragnień. Zachęcając do walki o to co dla nas naprawdę ważne.

Singel ukazał się w formacie digital download 22 listopada 2024 w Polsce za pośrednictwem wytwórni płytowej SG Media w dystrybucji Warner Music Poland.

## „Latawce” w stacjach radiowych
Nagranie było notowane na 5. miejscu w zestawieniu OLiA, najczęściej odtwarzanych utworów w polskich rozgłośniach radiowych.

## Teledysk
Do utworu powstał teledysk w reżyserii Piotra Gromka i Macieja Olejniczaka, który udostępniono w dniu premiery singla za pośrednictwem serwisu YouTube.

## Lista utworów
- Digital download[3]

1. „Latawce” – 3:10

## Notowania

### Pozycja na liście sprzedaży
| Kraj   | Lista (2024)             | Najwyższa pozycja |
| ------ | ------------------------ | ----------------- |
| Polska | OLiS – single w streamie | 59                |

### Pozycja na liście airplay
| Kraj   | Lista (2024–25)                | Najwyższa pozycja |
| ------ | ------------------------------ | ----------------- |
| Polska | OLiS – oficjalna lista airplay | 5                 |

## Wyróżnienia
| Rok  | Konkurs                  | Kategoria    | Rezultat    |
| ---- | ------------------------ | ------------ | ----------- |
| 2024 | Przebój roku RMF FM 2024 | Przebój roku | 40. miejsce |